# Niko Kirwan
Niko Marco Patrick Kirwan (Auckland, 4 settembre 1995) è un calciatore neozelandese con cittadinanza italiana, difensore o centrocampista del Trapani e della nazionale neozelandese.

## Biografia
È il figlio dell'ex rugbista neozelandese John Kirwan. Possiede la cittadinanza italiana grazie alle origini della madre.

## Carriera

### Club

#### Team Wellington e Mestre
Kirwan ha iniziato a giocare a calcio nel San Giuseppe, piccola squadra di Treviso dove ha trascorso l'infanzia, prima di fare ritorno in Nuova Zelanda, dove è cresciuto nel settore giovanile dell'Auckland City.
Dopo una stagione disputata con il Team Wellington, con cui vince il campionato, il 27 luglio 2017 Kirwan viene tesserato dal Mestre, neo-promosso in Serie C. Con i veneti, il neozelandese gioca con regolarità e contribuisce all'accesso della squadra ai play-off, a cui però è seguita l'eliminazione al primo turno.

#### Reggina e Reggiana
Rimasto svincolato a seguito del mancato rinnovo dell'iscrizione al campionato da parte del Mestre, l'8 luglio 2018 Kirwan passa alla Reggina, dove si afferma da titolare e aiuta la squadra calabrese a raggiungere il settimo posto nel girone C e, quindi, i play-off, in cui però la formazione amaranto viene eliminata dal Catania al secondo turno.
Il 16 agosto 2019, poco dopo aver iniziato il campionato a Reggio Calabria, il neozelandese si trasferisce alla Reggiana, dove in breve tempo si assicura di nuovo un posto da titolare ed è tra i protagonisti nella promozione in Serie B della formazione emiliana. Confermato per l'annata seguente, Kirwan gioca frequentemente nella suo primo anno in cadetteria, ma non riesce ad evitare la nuova retrocessione della Reggiana al termine della stagione.

#### Padova
Il 21 luglio 2021, viene acquistato dal Padova. Con i biancoscudati, Kirwan si impone ancora una volta da titolare, segnando quattro reti in campionato (il suo massimo bottino dall'inizio della carriera professionistica) e risultando fra i protagonisti della squadra che, oltre a vincere la Coppa Italia di categoria, conclude al secondo posto nel girone A (dietro soltanto al Südtirol), guadagnando così l'accesso diretto ai play-off nazionali. Qui, il terzino aiuta la formazione patavina a raggiungere la finale degli spareggi, dovendo però saltare il doppio confronto finale con il Palermo a causa degli impegni con la propria nazionale.
Ad inizio della stagione successiva ha subito, in allenamento, la lesione del crociato anteriore del ginocchio destro, rientrando solamente per le due ultime gare di campionato e i play-off. Viene nominato vice-capitano nella stagione 2023-2024. Torna al gol dopo 1 anno e 8 mesi nei minuti di recupero contro la Giana Erminio del 4 novembre, segnando di testa la rete del 3-1. Il 12 dicembre seguente, va di nuovo in rete decidendo la sfida dei quarti di finale di Coppa Italia Serie C contro il Pontedera.
All'inizio della nuova stagione viene nominato nuovo capitano della squadra, dal nuovo tecnico Andreoletti. Veste per la prima volta la fascia di capitano nella sfida di Coppa Italia del 4 agosto, persa per 3-1 contro il Cesena. Il 14 dicembre seguente, raggiunge le 100 presenze con il Padova subentrando nel finale di gara della partita contro il Lumezzane, vinta 2-0. Il 5 gennaio 2025 viene premiato all'Euganeo con una maglia celebrativa conferita dal Presidente Francesco Peghin prima dell'incontro contro il Caldiero, che lo vede protagonista segnando il gol della vittoria. Il 25 aprile 2025 grazie al pareggio in casa del Lumezzane, il Padova si laurea campione del Girone A di Serie C con il neozelandese che conquista così il suo secondo trofeo con i biancoscudati ed il primo da capitano. Al termine della stagione non viene rinnovato il suo contratto lasciando Padova dopo quattro stagioni e 120 presenze accompagnate da 8 reti.

#### Trapani
Il 3 luglio 2025 viene ufficializzato il suo passaggio al Trapani, militante in Serie C.

### Nazionale
L'8 marzo 2018, Kirwan è stato convocato per la prima volta in nazionale maggiore neozelandese per le partite amichevoli di fine mese contro Canada e Portogallo. Ha però fatto il suo esordio ufficiale con gli All Whites più di tre anni dopo, il 9 ottobre 2021, partendo da titolare nell'amichevole contro Curaçao. Tre giorni dopo, ha realizzato il suo primo gol con la selezione neozelandese, andando a segno nell'amichevole contro il Bahrein.

## Statistiche

### Presenze e reti nei club
Statistiche aggiornate al 17 maggio 2025.
| Stagione        | Squadra         | Campionato      | Campionato | Campionato | Coppe nazionali | Coppe nazionali | Coppe nazionali | Coppe continentali | Coppe continentali | Coppe continentali | Altre coppe | Altre coppe | Altre coppe | Totale | Totale |
| Stagione        | Squadra         | Comp            | Pres       | Reti       | Comp            | Pres            | Reti            | Comp               | Pres               | Reti               | Comp        | Pres        | Reti        | Pres   | Reti   |
| --------------- | --------------- | --------------- | ---------- | ---------- | --------------- | --------------- | --------------- | ------------------ | ------------------ | ------------------ | ----------- | ----------- | ----------- | ------ | ------ |
| 2016-2017       | Team Wellington | FC              | 16+2       | 1          | -               | -               | -               | OCL                | 7                  | 0                  | -           | -           | -           | 25     | 1      |
| 2017-2018       | Mestre          | C               | 22         | 0          | CI-C            | 0               | 0               | -                  | -                  | -                  | -           | -           | -           | 22     | 0      |
| 2018-2019       | Reggina         | C               | 34+1       | 1          | CI-C            | 2               | 0               | -                  | -                  | -                  | -           | -           | -           | 37     | 1      |
| ago. 2019       | Reggina         | C               | 0          | 0          | CI+CI-C         | 2+0             | 0               | -                  | -                  | -                  | -           | -           | -           | 2      | 0      |
| Totale Reggina  | Totale Reggina  | Totale Reggina  | 34+1       | 1          |                 | 4               | 0               |                    | -                  | -                  |             | -           | -           | 39     | 1      |
| ago. 2019-2020  | Reggiana        | C               | 23+1       | 0          | CI-C            | 0               | 0               | -                  | -                  | -                  | -           | -           | -           | 24     | 0      |
| 2020-2021       | Reggiana        | B               | 27         | 0          | CI              | 0               | 0               | -                  | -                  | -                  | -           | -           | -           | 27     | 0      |
| Totale Reggiana | Totale Reggiana | Totale Reggiana | 50+1       | 0          |                 | 0               | 0               |                    | -                  | -                  |             | -           | -           | 51     | 0      |
| 2021-2022       | Padova          | C               | 30+4       | 4          | CI+CI-C         | 1+6             | 0+1             | -                  | -                  | -                  | -           | -           | -           | 41     | 5      |
| 2022-2023       | Padova          | C               | 2+1        | 0          | CI              | 1               | 0               | -                  | -                  | -                  | -           | -           | -           | 4      | 0      |
| 2023-2024       | Padova          | C               | 31         | 1          | CI-C            | 7               | 1               | -                  | -                  | -                  | -           | -           | -           | 38     | 2      |
| 2024-2025       | Padova          | C               | 32         | 1          | CI+CI-C         | 1+2             | 0               | -                  | -                  | -                  | SC-C        | 2           | 0           | 37     | 1      |
| Totale Padova   | Totale Padova   | Totale Padova   | 95+5       | 6          |                 | 18              | 2               |                    | -                  | -                  |             | 2           | 0           | 120    | 8      |
| 2025-2026       | Trapani         | C               | 0          | 0          | CI-C            | 0               | 0               | -                  | -                  | -                  | -           | -           | -           | 0      | 0      |
| Totale carriera | Totale carriera | Totale carriera | 226        | 9          |                 | 22              | 2               |                    | 7                  | 0                  |             | 2           | 0           | 257    | 11     |

### Cronologia presenze e reti in nazionale
| Cronologia completa delle presenze e delle reti in nazionale ― Nuova Zelanda | Cronologia completa delle presenze e delle reti in nazionale ― Nuova Zelanda | Cronologia completa delle presenze e delle reti in nazionale ― Nuova Zelanda | Cronologia completa delle presenze e delle reti in nazionale ― Nuova Zelanda | Cronologia completa delle presenze e delle reti in nazionale ― Nuova Zelanda | Cronologia completa delle presenze e delle reti in nazionale ― Nuova Zelanda | Cronologia completa delle presenze e delle reti in nazionale ― Nuova Zelanda | Cronologia completa delle presenze e delle reti in nazionale ― Nuova Zelanda |
| Data                                                                         | Città                                                                        | In casa                                                                      | Risultato                                                                    | Ospiti                                                                       | Competizione                                                                 | Reti                                                                         | Note                                                                         |
| ---------------------------------------------------------------------------- | ---------------------------------------------------------------------------- | ---------------------------------------------------------------------------- | ---------------------------------------------------------------------------- | ---------------------------------------------------------------------------- | ---------------------------------------------------------------------------- | ---------------------------------------------------------------------------- | ---------------------------------------------------------------------------- |
| 9-10-2021                                                                    | Riffa                                                                        | Nuova Zelanda                                                                | 2 – 1                                                                        | Curaçao                                                                      | Amichevole                                                                   | -                                                                            | 84’ 89’                                                                      |
| 12-10-2021                                                                   | Riffa                                                                        | Bahrein                                                                      | 0 – 1                                                                        | Nuova Zelanda                                                                | Amichevole                                                                   | 1                                                                            | 74’                                                                          |
| 16-11-2021                                                                   | Abu Dhabi                                                                    | Nuova Zelanda                                                                | 2 – 0                                                                        | Gambia                                                                       | Amichevole                                                                   | -                                                                            | 71’                                                                          |
| 21-3-2022                                                                    | Doha                                                                         | Nuova Zelanda                                                                | 4 – 0                                                                        | Figi                                                                         | Qual. Mondiali 2022                                                          | -                                                                            | 82’                                                                          |
| 27-3-2022                                                                    | Doha                                                                         | Nuova Zelanda                                                                | 1 – 0                                                                        | Tahiti                                                                       | Qual. Mondiali 2022                                                          | -                                                                            | 76’                                                                          |
| 30-3-2022                                                                    | Doha                                                                         | Isole Salomone                                                               | 0 – 5                                                                        | Nuova Zelanda                                                                | Qual. Mondiali 2022                                                          | -                                                                            | 72’                                                                          |
| 5-6-2022                                                                     | Barcellona                                                                   | Perù                                                                         | 1 – 0                                                                        | Nuova Zelanda                                                                | Amichevole                                                                   | -                                                                            |                                                                              |
| 14-6-2022                                                                    | Al Rayyan                                                                    | Costa Rica                                                                   | 1 – 0                                                                        | Nuova Zelanda                                                                | Qual. Mondiali 2022                                                          | -                                                                            | 79’                                                                          |
| 13-10-2023                                                                   | Murcia                                                                       | Nuova Zelanda                                                                | 1 – 1                                                                        | RD del Congo                                                                 | Amichevole                                                                   | -                                                                            | 62’                                                                          |
| 17-10-2023                                                                   | Londra                                                                       | Australia                                                                    | 2 – 0                                                                        | Nuova Zelanda                                                                | Amichevole                                                                   | -                                                                            | 73’                                                                          |
| Totale                                                                       |                                                                              | Presenze                                                                     | 10                                                                           |                                                                              | Reti                                                                         | 1                                                                            |                                                                              |

## Palmarès

### Club

#### Competizioni nazionali
- Campionato neozelandese: 1

Team Wellington: 2016-2017
- Coppa Italia Serie C: 1

Padova: 2021-2022
- Serie C: 1

Padova: 2024-2025 (girone A)